# 湯谷神社 (米原市)
湯谷神社（ゆたにじんじゃ）は滋賀県米原市にある神社である。

## ご祭神
- 大己貴命
- 水門神
- 保食神[1]

## ご神紋
- 左三ッ巴
- 六ッ槌[1]

## 歴史
創祀年代は不詳である。古来六所権現と称したが、明治以後地名に因み、湯谷神社と改称した。上古出雲国人が諸国を巡ってこの地に至り、里人に池を掘らせると、霊泉が湧き出、又荒地を開墾したところ、五穀がよく成育したので、出雲の祖神大己貴命を小谷の岩上に奉斎した。温泉は万病に効くと伝えられ、崇敬者が多く、後に水門神、保食神を合祀したと伝えられている。輿地志略に「湯谷は昔此の地に温泉あり諸病を治す。或日葦毛の子を此の湯坪に洗いしより此の湯かるゝ」とある。後白河上皇の御代、日吉の社領となって、当社を山王権現社とも称せられた。今井備中守秀遠は、箕浦庄の地頭職として、当地を治めた故、当社を守護神と崇め、その一族米原氏も社殿を修理し、社領を献じた。文明3年米原山太尾城に激戦があり、当社は焼失したが、天文13年今井氏は、米原氏をして再興せしめ、大山咋命を勧請した。文禄4年岩脇氏は、社殿を修復し神門を寄進した。享保17年彦根藩主井伊直惟は社殿を再興し、手水鉢、木造狛犬を献じ、明治22年には、三条実美が社号額を寄せている。又境内には明治11年明治天皇北陸巡幸の際小休止された北村邸の行在所がある。大正7年村社に列し、同年神饌幣帛料供進指定となる。

## 祭事
- 例祭　　10月第2日曜 - 曳山子ども狂言

## 境内社
- 前光稲荷神社
- 六所神社
- 牛頭天王社
- 金比羅神社
- 春川稲荷神社[1]

## アクセス
- JR東海道本線・東海道新幹線米原駅下車、東口より徒歩5分